# 八岔赫哲族乡
八岔赫哲族乡是中华人民共和国黑龙江省佳木斯市同江市下辖的一个民族乡。

## 行政区划
八岔赫哲族乡下辖以下村级行政区划单位：
八岔村、新胜村、新颜村和新强村。